# Giovanni Battista Discepoli

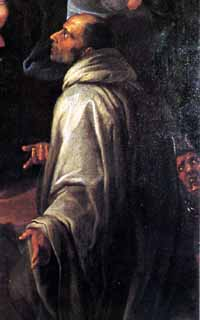
Saint Bernard de Menton (détail)

Giovanni Battista Discepoli, appelé aussi le Lo Zoppo di Lugano (né en 1590 à Lugano en Suisse et mort en 1660 à Milan), est un peintre suisse-italien  baroque actif à Milan et ses environs au XVIIe siècle.

## Biographie
Né à Lugano, Giovanni Battista Discepoli fut appelé par certains, Lo Zoppo di Lugano à cause d'un handicap dû à une paralysie. Il a été l'élève du peintre Camillo Procaccini.
Parmi ses élèves on note Pompeo Ghitti de Brescia.

## Œuvres
- Purgatoire, église de San Carlo à Milan.
- Adoration des mages, pour l'église San Marcello, conservée à la Pinacothèque de Brera à Milan.
- Sainte Thérèse, église de Santa Teresa à Côme
- Il Riposo durante la Fuga in Egitto, 1620-1660 ca., huile sur toile[1].